# Hugo Luijten (schrijver)
Hugo Theodoor Agnes Matheus Luijten (Nieuwstadt, 11 november 1969) is een Belgisch-Nederlandse schrijver, columnist en historicus.

## Loopbaan
Luijten begon zijn carrière in het onderwijs. Sinds 2016 is hij fulltime schrijver.
Hij publiceert geregeld over geschiedenis, onderwijs, heemkunde en dialecten in vakbladen en tijdschriften. Ook schreef hij columns en opinieartikelen voor De Morgen, Dagblad de Limburger, Het Parool en Apache.be. Voor de provinciale zender L1 maakt hij tweewekelijkse radiobijdragen.
In 2015 debuteerde hij bij Het Schrijversportaal met de verhalenbundel Baby C. over zijn zoontje dat met een stofwisselingsziekte geboren werd. In veertig verhalen schetst hij een enerzijds humoristisch en anderzijds teder beeld van een vader die tussen de wanhoop door, smelt in liefde voor zijn zoon. Een aantal van die columns verscheen op de website van de VKS, de Vereniging voor Kinderen met Stofwisselingsziekten.
In 2017 volgde zijn romandebuut bij Overamstel Uitgevers. Offer voor een verloren zaak handelt over een Duitse soldaat, die in augustus 1914 de moeilijkheden in zijn geboortedorp wil ontlopen door naar het front te vluchten. Het verhaal is deels gebaseerd op waargebeurde feiten uit de familiegeschiedenis van Luijten zelf, die ontdekte dat een voorvader in 1914 sneuvelde in Duitse legerdienst. Het perspectief vanuit een Duitse soldaat wordt door recensenten als een ongebruikelijk, maar boeiend perspectief omschreven.
In 2018 verscheen zijn eerste thriller Verast bij uitgeverij Lannoo over een uitgebluste commissaris. Stef Cools gaat na een reeks bloedige aanslagen in Antwerpen vertwijfeld op zoek naar de daders. Vooral de herkenbaarheid en de zeer realistische schrijfstijl werden geprezen. In 2019 verscheen met De Brexitmoorden een vervolg waarin commissaris Cools de moord op een assistent van een Europarlementslid moet oplossen, terwijl de uiterst complexe Brexit-onderhandelingen de spanning opzwepen. In 2020 volgde Het jaar van de Slang, de derde thriller in de Cools-serie met duistere samenzweringen tegen de achtergrond van de klimaatbetogingen.
In september 2020 verscheen ‘Undercover – Alles of niks’. De thriller is een nieuwe verhaallijn in boekvorm bij de populaire tv-reeks Undercover op VRT en Netflix, geproduceerd door De Mensen. In november 2021 verscheen Undercover – Ramkraak, het tweede deel in de boekenreeks.
Juni 2022 ging het openluchtspel Zwarte Grens in première, dat hij samen met Bas Keltjens schreef in opdracht van het Limburgse dorp Neer. Het verhaal (in het Limburgs) gaat over een gewapende strijd tussen Neer en Kessel in de 17e eeuw, en is op ware feiten gebaseerd. Ook in juni 2022 verscheen zijn thriller Het bloed van de zwaan. Ook voor dit verhaal gebruikte Luijten echte gebeurtenissen rond de Düsseldorfse seriemoordenaar Peter Kürten in 1929. Het verhaal is het eerste in een thrillerreeks rond historische seriemoordenaars.

## Prijzen en nominaties
In 2021 werd zijn boek Undercover genomineerd voor de Gouden Strop 2021. Die won hij niet, wel won hij met zijn kortverhaal Handbagage de Zilveren Strop 2021.
In 2022 werd hij met ‘Het Bloed van de Zwaan’ genomineerd voor de Hercule Poirotprijs.
- Gemeinsame Normdatei: 1197581383
- International Standard Name Identifier: 0000 0004 5245 9462
- Library of Congress Control Number: nb2018022270
- Nederlandse Thesaurus van Auteursnamen: 391537377
- Virtual International Authority File: 317175516
- WorldCat: E39PBJtX9JkjXrryGxhypYtdwC